# Charlie Korsmo
Charles Randolph Korsmo (ur. 20 lipca 1978 roku w Fargo) – amerykański aktor filmowy.
Zdobywca statuetki Young Artist Award, dwukrotnie nominowany do tej nagrody oraz do Saturn Award. Wystąpił m.in. w filmach Hook (1991), u boku Julii Roberts i Robina Williamsa, oraz w jednej z głównych ról w młodzieżowej komedii Szalona impreza (Can't Hardly Wait, 1998). Po roli w Szalonej imprezie zerwał z zawodem aktora. Obecnie uczęszcza do szkoły prawniczej.